# Diselma Archerova

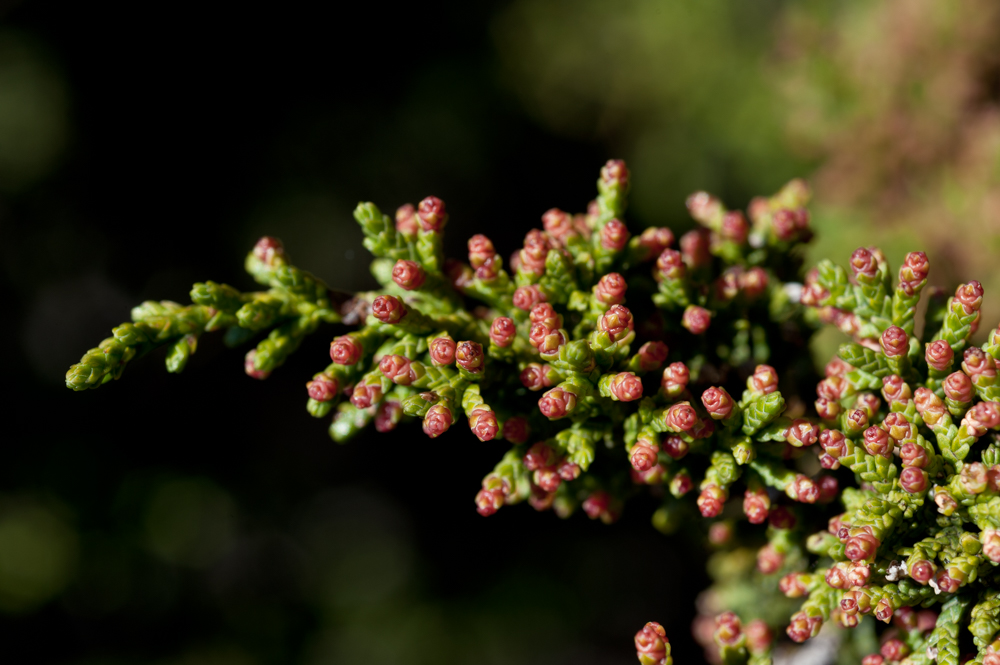
Mladé samičí šištice

Diselma Archerova (Diselma archeri) je dvoudomý keř nebo nízký strom se šupinovitými listy, stálezelená dřevina příslušející do čeledi cypřišovitých, podčeledi Callitroideae. Je endemitem rostoucím výhradně na ostrově Tasmánie u jižních břehů Austrálie.
Jejím nejblíže příbuzným druhem je jihoamerická fitzroya cypřišovitá, ke které byla v minulosti také přiřazována pod jménem Fitzroya archeri. Při podrobnějším výzkumu však byly mezi nimi shledány podstatné odlišnosti a pro diselmu Archerovu byl vytvořen nový, monotypický rod Diselma.

## Ekologie
Vyskytuje se v hornatém vnitrozemí ostrova a na jeho západním pobřeží v nadmořské výšce 550 až 1400 m, v prostředí se studeným a velmi vlhkým podnebím. Roste především na silně kyselých půdách v podhorských vřesovištích a na kamenitých svazích. V těchto oblastech (jedná se o jižní polokouli) jsou průměrné roční teploty nízké, sníh někdy v horách přetrvává i během tamní zimy, zatímco letní mrazy neklesají pod -10 °C. Projevuje se tam silné ovlivňování počasí Jižním oceánem, který omývá jih ostrova.
Ve svém přirozeném prostředí diselma Archerova obvykle roste jako kompaktní strom, při pěstování v zahradách však často vytváří hustý keř. Hlavním limitem znesnadňujícím pěstování je její požadavek na trvale velkou vzdušnou vlhkost v období růstu.

## Popis
Dvoudomá dřevina vytvářející až 6 m vysoký strom s kmenem o průměru do 30 cm, nebo široký vzpřímený keř až 2,5 m vysoký. Kůra kmene a větví je v mládí hladká a červenohnědá, později hrubne a stává se šedohnědou. Koruna stromu je nepravidelná, široce rozložitá a je tvořena kuželovitými větvemi s chomáči drobných větviček na koncích. Větvičky jsou krátké, hnědé a od druhého či třetího roku jsou hustě pokryté drobnými, šupinovitými listy tmavě zelené barvy. Listy vyrůstají střídavě nebo v přeslenech, jsou asi 2 mm dlouhé, tupé a na spodní straně mají vyznačené průduchy bělavými pruhy.
Samčí šištice jsou četné, nejvýše 3 mm dlouhé a vyrůstají jednotlivě na koncích větviček. Samičí rostou stejně, bývají i podobně velké a jsou tvořené dvěma páry šupin rostoucích proti sobě; pouze šupiny v horním páru jsou plodné. Ještě téhož roku v šišce uzrají jedno až dvě drobná, plochá, oválná, okřídlená semena. Vědecký název rodu Diselma pochází z řečtiny a odkazuje na tvar šišky (dvě horní lůžka), druhové jméno je po botaniku Williamu Archerovi (1820-1874), který se zabýval podrobným mapováním přírody Tasmánie.

## Rozmnožování
Semena dobře klíčí a lze je použít k množení; bývá však obtížné je ze šišek získat, neboť vítr je snadno rozptyluje. Rostliny se proto běžně množí řízkováním, s nástupem teplého období se polovyzrálé konce větviček sázejí do směsi rašeliny a písků, ve které při stálé vlhkosti do pěti měsíců zakoření.

## Význam
Přestože dřevina pochází z oblasti s poměrně chladným klimatem, pro pěstování ve středoevropském podnebí není vhodná, mrazy klesající pod -12 °C jí nesvědčí. Těžko splnitelným požadavkem je také zajištění vlhkosti vzduchu. Kromě několika botanických zahrad se mimo území Tasmánie nesázejí.

## Ohrožení
Diselma Archerova se pro dřevo netěží a místa, na kterých roste, nejsou vhodná k přeměně na zemědělsky nebo průmyslově využívanou půdu. Početní stavy neklesají a populace jsou dlouhodobě stabilní. Není ohrožována živočišnými škůdci, jediným vážným nebezpečím jsou případné lesní požáry, ke kterým je hodně citlivá. IUCN je považována za málo dotčený druh (LC).